# Anopheles bulkleyi
Anopheles bulkleyi är en tvåvingeart som beskrevs av Ottis Robert Causey 1937. Anopheles bulkleyi ingår i släktet Anopheles och familjen stickmyggor.
Artens utbredningsområde är Thailand. Inga underarter finns listade i Catalogue of Life.